# William A. Niskanen
 (octobre 2016).
Si vous disposez d'ouvrages ou d'articles de référence ou si vous connaissez des sites web de qualité traitant du thème abordé ici, merci de compléter l'article en donnant les références utiles à sa vérifiabilité et en les liant à la section « Notes et références ».
Pour les articles homonymes, voir Niskanen.
William A. Niskanen, né le 13 mars 1933 et mort le 26 octobre 2011, est un universitaire américain. Il est le président du Cato Institute de 1985 à sa mort. 

## Biographie
William Niskanen est docteur en économie de l'université de Chicago.
Il enseigne l'économie à l'université de Californie à Berkeley et à l'université de Californie à Los Angeles.
Il est membre des conseillers économiques de Ronald Reagan au début des années 1980 avant de prendre la présidence du principal think tank libéral américain, le Cato Institute.

## Théorie des droits de propriété
Il se fait connaître en 1971 avec la théorie des droits de propriété qu'il a développée dans Bureaucracy and Representative Government. Il y marche dans les pas de la théorie de l'école autrichienne d'économie sur la bureaucratie. Selon Niskanen, la production publique est moins efficace que la production privée car dans le secteur public les droits de propriété ne peuvent s’exercer pleinement. En effet, il n’y a pas de contrôles effectués par les propriétaires sur la production car les propriétaires sont remplacés par la tutelle lâche et éloignée de l’État. D’autre part, il n’y a pas de contrôles effectués par les consommateurs, les utilisateurs des services publics du fait du caractère monopolistique de la production. Les consommateurs ne peuvent s’adresser à une entreprise concurrente. Ceci expliquerait le manque de productivité des administrations et donc l’inflation de leurs coûts de production à l’origine de l’accroissement des dépenses publiques.

## Autres fonctions et distinctions
William A. Niskanen fut membre du comité international de parrainage de la revue Politique américaine.

## Ouvrages de William A. Niskanen
- 1988 : Reaganomics: An Insider's Account, Oxford University Press, New York